# Château de Courson
Le château de Courson est un château français situé à Courson-Monteloup.

## Situation
| \| Localisation du château de Courson dans l'Essonne. · Château de Courson \| Localisation du château de Courson dans l'Essonne. |
| Localisation du château de Courson dans l'Essonne. · Château de Courson                                                          |

Le château de Courson est situé dans la commune française de Courson-Monteloup, dans l'ancien pays de Hurepoix, aujourd'hui département de l'Essonne et la région Île-de-France, à trente-deux kilomètres au sud-ouest de Paris.

## Histoire
À l'origine maison de la famille Lamoignon, le château s'est transmis par héritage depuis le XVIIIe siècle. Son parc historique de 45 hectares a été dessiné dans le style formel par un élève de Le Nôtre au XVIIIe siècle[réf. nécessaire]. Lors du XIXe siècle, les jardins ont été redessinés deux fois, une première fois vers 1820 pour le duc de Padoue par le paysagiste Louis-Martin Berthault et une nouvelle fois vers 1860 par les frères Denis et Eugène Bühler. Le château est classé au titre des monuments historiques en 1944 (façades, toitures, installation hydraulique) et inscrit en 1992 (parc, allée perspective, façades et toitures des communs, chapelle).

### Propriétaires successifs
- 1468 : un acte mentionne la seigneurie de Cincehours (qu'on écrit parfois Saint-Cehours).

#### Le Maître
- 1515 : Geoffroy Le Maître (-1545) est seigneur des lieux ; il épouse Catherine Frameri (-1515).
- 1534 : Gilles (-1562), fils du précédent, avocat général et futur premier président du Parlement de Paris, achète le fief ; en 1550, il fait construire un manoir au milieu de terres agricoles.
- 1637 : Jehan est cité dans un acte ; la famille conserve le fief jusqu'en 1639.

#### du Tronchet
- 1639 : Charles et François du Tronchet sont propriétaires.

#### Méalet de Fargues
- 1655 : le domaine est acquis par Balthazar de Méalet de Fargues (-1665), capitaine major de régiment de Bellebrune, gouverneur de Hesdin ; il avait épousé Marie Madeleine de La Rivière ; il réalise l'unification des fiefs de Cincehours, Monteloup et Launay-Courson ; ayant pris le parti du prince de Condé, sa demeure est confisquée en 1661 et il est condamné par Mazarin à être pendu.

#### Lamoignon de Basville
- 1672 : Louis XIV fait don du château à Guillaume de Lamoignon (1617-1677), président au Parlement de Paris ; celui-ci avait épousé Madeleine Potier (vers 1623-1705).

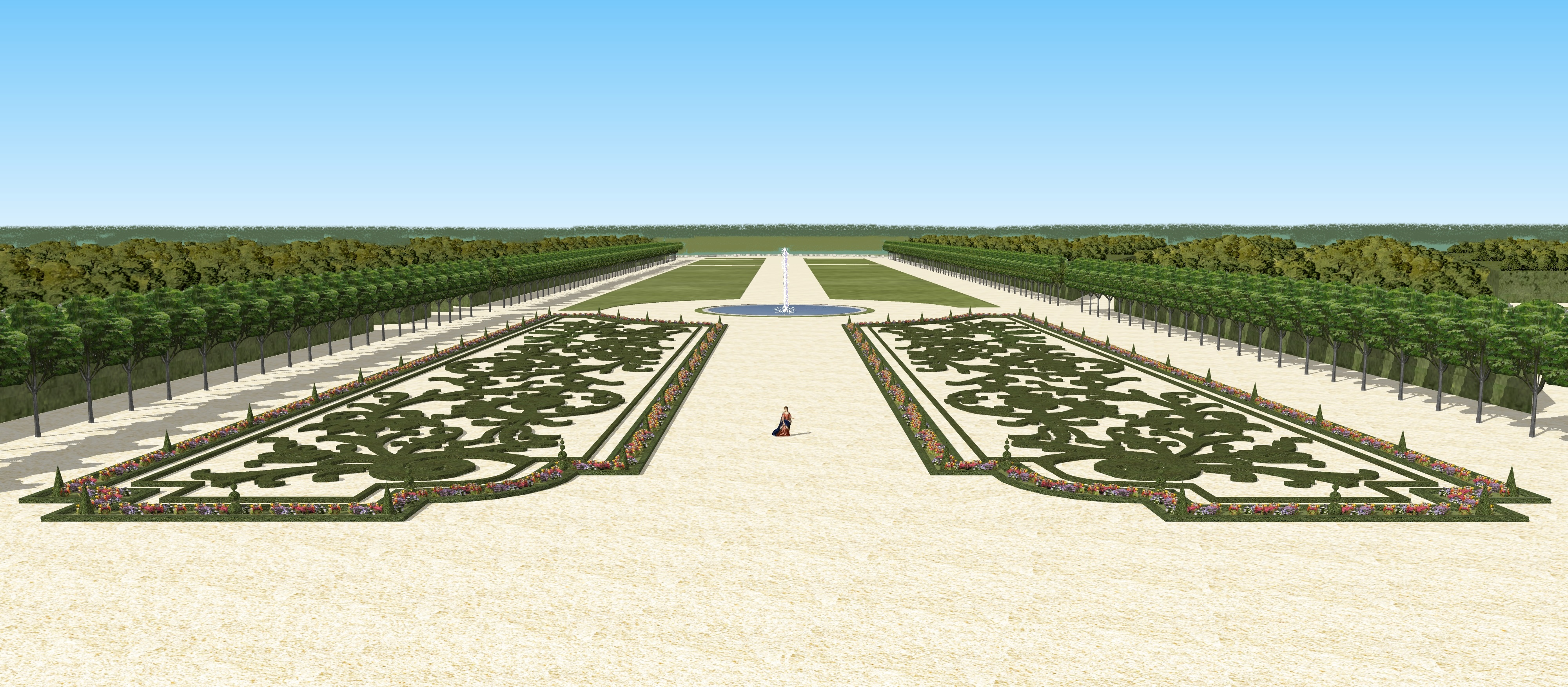
Restitution de la grande perspective du château de Courson, fin XVIIe siècle.

- 1677 : Nicolas (1648-1724), cinquième fils des précédents est intendant du Languedoc ; il avait épousé Anne-Louise Bonnin de Chalucet (vers 1645-1732) ; il donne au château son aspect actuel.
- 1724 : Guillaume-Urbain (1674-1742), fils des précédents, est intendant de Rouen puis de Guyenne ; il avait épousé Marthe Françoise Méliand (-1740).
- 1742 : Guillaume (1697-1742), fils des précédents, président à mortier, meurt sans postérité ; il avait épousé Marie Renée de Catinat.

#### Dupleix de Bacquencourt
- 1775 : Guillaume Joseph Dupleix de Bacquencourt (1725-1794), neveu de Joseph François Dupleix, intendant de Picardie puis de Bretagne, achète le domaine ; il avait épousé Jeanne de Nogué (1751-1785) et sera guillotiné sous la Terreur.

#### Montesquiou-Fezensac
- 1794 : Henri de Montesquiou Fezensac (1768-1844), qui avait épousé en 1790 Augustine Françoise (1772-1797), fille des précédents, est comte d'Empire.

#### Arrighi de Casanova
- 1844 : Jean Toussaint Arrighi de Casanova (1778-1853), duc de Padoue, qui avait épousé Anne Rose Zoé (1792-1817), fille des précédents, est officier-général puis député de la Corse.
- 1853 : Ernest Louis Henri Hyacinthe (1814-1888), fils des précédents, est un homme politique ; il avait épousé Élise Françoise Honnorez (1824-1876). À noter que sa sœur Marie Louise avait épousé Edouard-James Thayer, propriétaire du château voisin de Fontenay-les-Briis. Les deux châteaux et les deux familles voisinaient donc.

#### Riquet de Caraman
- 1888 : Georges-Ernest-Maurice de Riquet de Caraman (1845-1931), qui avait épousé en 1870 Marie Adèle Henriette (1849-1929), fille des précédents, est député de Seine-et-Oise.
- 1931 : Ernest Félix Anne Antoine (1875-1958), fils des précédents, est comte de Caraman ; il avait épousé en 1909 Marie Étiennette Hélène de Ganay (1890-1974).

#### Nervaux-Loys
- 1974 : Roland Marie Raoul Henri de Nervaux-Loys (1913-1980) avait épousé en 1943 Béatrice Marie Hélène (1918-2003), fille des précédents.
- Leurs deux enfants se partagent actuellement la propriété ; Hélène (née en 1943) a épousé Patrick Fustier, dont postérité, et Olivier Maurice (né en 1946), ingénieur civil des mines, a épousé Patricia Bertin, dont postérité.

### Actualité
Le domaine de Courson est labellisé « Jardin remarquable ».
De 1982 à 2015 une Journée des Plantes de Courson s'y tient le troisième week-end des mois d'octobre et de mai. L’événement a été transféré au château de Chantilly en 2015
Le château abrite de nombreux objets et tableaux datant du Premier et du Second Empire.
En 2022, le château et le domaine sont proposés à la vente, après deux cents ans passés au sein de la même famille.

## Visites
Le château et son domaine sont ouverts aux visites, de mi-mars à mi-novembre, les dimanches et jours fériés de 14 heures à 18 heures pour le château, de midi à 18 heures pour le parc qui peut également se visiter en semaine, du lundi au samedi, de 14 heures à 17 heures.  Les tarifs de base sont de 8 euros pour le parc seul et 12 euros pour le château et le parc.

## Au cinéma
Le film documentaire Bring On the Night de Michael Apted sur la première tournée solo du musicien rock Sting a été filmé, en partie, au château en 1985.